# NGC 1843
NGC 1843 ist eine Balken-Spiralgalaxie vom Hubble-Typ SBc im Sternbild Orion am Südsternhimmel. Sie ist schätzungsweise 111 Millionen Lichtjahre von der Milchstraße entfernt.
Das Objekt wurde von dem Astronomen Edouard Stephan am 17. Januar 1877 entdeckt.